# Andy González
Andy González Núñez (ur. 17 października 1987 w Hawanie) – kubański lekkoatleta specjalizujący się w biegach średnich, dwukrotny uczestnik igrzysk olimpijskich.
W 2006 zdobył złoto na igrzyskach Ameryki Środkowej i Karaibów. W tym samym roku zajął 6. miejsce podczas juniorskiego czempionatu w Pekinie. W 2007 był piąty na igrzyskach panamerykańskich. Rok później triumfował na mistrzostwach ibero-amerykańskich i środkowoamerykańskim czempionacie oraz bez powodzenia startował na igrzyskach olimpijskich. W 2009 został wicemistrzem Ameryki Środkowej i Karaibów. W 2011 zdobył złoto igrzysk panamerykańskich oraz ponownie stanął na najwyższym stopniu podium mistrzostw Ameryki Środkowej i Karaibów. W 2012 odniósł zwycięstwo na mistrzostwach ibero-amerykańskich. W tym samym roku reprezentował Kubę na igrzyskach olimpijskich w Londynie, na których dotarł do półfinału. W 2013 zdobył swój trzeci złoty medal mistrzostw Ameryki Środkowej i Karaibów. Podwójny złoty medalista igrzysk Ameryki Środkowej i Karaibów (2014). Wielokrotny medalista mistrzostw kraju.

## Osiągnięcia
| Rok  | Impreza                                  | Miejsce             | Konkurencja         | Lokata      | Wynik   |
| ---- | ---------------------------------------- | ------------------- | ------------------- | ----------- | ------- |
| 2006 | Igrzyska Ameryki Środkowej i Karaibów    | Cartagena de Indias | bieg na 800 metrów  | 1. miejsce  | 1:46,26 |
| 2006 | Mistrzostwa świata juniorów              | Pekin               | bieg na 800 metrów  | 8. miejsce  | 1:53,61 |
| 2007 | Igrzyska panamerykańskie                 | Rio de Janeiro      | bieg na 800 metrów  | 5. miejsce  | 1:47,06 |
| 2007 | Uniwersjada                              | Bangkok             | bieg na 800 metrów  | eliminacje  | 1:52,11 |
| 2008 | Mistrzostwa ibero-amerykańskie           | Iquique             | bieg na 800 metrów  | 1. miejsce  | 1:47,59 |
| 2008 | Mistrzostwa Ameryki Środkowej i Karaibów | Cali                | bieg na 800 metrów  | 1. miejsce  | 1:46,11 |
| 2008 | Igrzyska olimpijskie                     | Pekin               | bieg na 800 metrów  | eliminacje  | 1:46,59 |
| 2009 | Mistrzostwa Ameryki Środkowej i Karaibów | Hawana              | bieg na 800 metrów  | 2. miejsce  | 1:46,62 |
| 2011 | Mistrzostwa Ameryki Środkowej i Karaibów | Mayagüez            | bieg na 800 metrów  | 1. miejsce  | 1:48,15 |
| 2011 | Igrzyska panamerykańskie                 | Guadalajara         | bieg na 800 metrów  | 1. miejsce  | 1:45,58 |
| 2012 | Mistrzostwa ibero-amerykańskie           | Barquisimeto        | bieg na 800 metrów  | 1. miejsce  | 1:46,91 |
| 2012 | Igrzyska olimpijskie                     | Londyn              | bieg na 800 metrów  | półfinał    | 1:53,46 |
| 2013 | Mistrzostwa Ameryki Środkowej i Karaibów | Morelia             | bieg na 800 metrów  | 1. miejsce  | 1:49,54 |
| 2013 | Mistrzostwa świata                       | Moskwa              | bieg na 800 metrów  | eliminacje  | 1:46,80 |
| 2014 | Igrzyska Ameryki Środkowej i Karaibów    | Xalapa              | bieg na 800 metrów  | 1. miejsce  | 1:45,73 |
| 2014 | Igrzyska Ameryki Środkowej i Karaibów    | Xalapa              | bieg na 1500 metrów | 1. miejsce  | 3:45,52 |
| 2015 | Igrzyska panamerykańskie                 | Toronto             | bieg na 800 metrów  | eliminacje  | 1:51,14 |
| 2015 | Igrzyska panamerykańskie                 | Toronto             | bieg na 1500 metrów | 11. miejsce | 3:49,06 |

## Rekordy życiowe
- Bieg na 800 metrów – 1:45,3 (2008)
- Bieg na 1500 metrów – 3:42,4 (2008)

29 lipca 2006 González ustanowił rekord Ameryki Środkowej i Karaibów juniorów w biegu na 800 metrów (1:46,26).